# Раваярви
Раваярви — пресноводное озеро на территории Эссойльского сельского поселения Пряжинского района Республики Карелии.

## Общие сведения
Площадь озера — 1,1 км², площадь водосборного бассейна — 6,46 км². Располагается на высоте 112,2 метров над уровнем моря.
Форма озера продолговатая: оно почти на два километра вытянуто с северо-запада на юго-восток. Берега каменисто-песчаные, преимущественно заболоченные.
С восточной стороны Раваярви вытекает безымянный водоток, впадающий в Кудамозеро, через которое протекает река Кудама, впадающая, в свою очередь, в Сямозеро, из которого берёт начало река Сяпся, впадающая в Вагатозеро. Через последнее протекает река Шуя.
Ближе к северо-западной оконечности озера расположен один небольшой остров без названия.
К северо-востоку от озера проходит автодорога местного значения.
Населённые пункты вблизи водоёма отсутствуют.
Код объекта в государственном водном реестре — 01040100111102000017112.